# Bridgewater (Nou Hampshire)
Bridgewater és una població dels Estats Units a l'estat de Nou Hampshire. Segons el cens del 2000 tenia 974 habitants.

## Demografia
Segons el cens del 2000, Bridgewater tenia 974 habitants, 414 habitatges, i 289 famílies. La densitat de població era de 17,7 habitants per km².
Dels 414 habitatges en un 24,9% hi vivien nens de menys de 18 anys, en un 61,6% hi vivien parelles casades, en un 6,5% dones solteres, i en un 30% no eren unitats familiars. En el 23,9% dels habitatges hi vivien persones soles el 12,3% de les quals corresponia a persones de 65 anys o més que vivien soles. El nombre mitjà de persones vivint en cada habitatge era de 2,35 i el nombre mitjà de persones que vivien en cada família era de 2,78.
Per edats la població es repartia de la següent manera: un 19,7% tenia menys de 18 anys, un 4,5% entre 18 i 24, un 25,2% entre 25 i 44, un 31,3% de 45 a 60 i un 19,3% 65 anys o més.
L'edat mediana era de 45 anys. Per cada 100 dones de 18 o més anys hi havia 89,8 homes.
La renda mediana per habitatge era de 50.662$ i la renda mediana per família de 54.722$. Els homes tenien una renda mediana de 33.250$ mentre que les dones 26.250$. La renda per capita de la població era de 28.600$. Entorn del 6,1% de les famílies i el 6,9% de la població estaven per davall del llindar de pobresa.